# 가시와바라역
가시와바라역(일본어: 柏原駅 카시와바라에키[*])은 일본 시가현 마이바라시에 있는 도카이 여객철도의 철도역이다. 시가 현에 있는 도카이도 본선의 역들 중 가장 동쪽에 있는 역으로, 이 역 동쪽에 시가 현과 기후현의 경계가 있다.

## 역 구조
쌍섬식 2면 4선 구조의 지상역이다. 오가키역이 관리하는 간이 위탁역이다.

### 승강장
1번선과 4번선은 예비 승강장으로, 쓰이지 않는다.
| 2 | ■ 도카이도 본선 | 마이바라 · 교토 방면 |
| 3 | ■ 도카이도 본선 | 오가키 · 나고야 방면 |

## 역세권 정보
- 국도 제21호선
- 나카센도 가시와바라주쿠 역사관

## 역사
- 1900년 2월 21일 - 일본국유철도 도카이도 본선 세키가하라 역 ~ 나가오카 역 (지금의 오미나가오카역) 사이에 신설 개업.
- 1987년 4월 1일 - 민영화에 따라 도카이 여객철도의 소속이 되었다.
- 2006년 11월 25일 - TOICA의 사용이 개시되었다.

## 인접역
| 도카이 여객철도 도카이도 본선 | 도카이 여객철도 도카이도 본선 | 도카이 여객철도 도카이도 본선     |
| ----------------------------- | ----------------------------- | --------------------------------- |
| 세키가하라 오가키·나고야 방면 | ■ 도카이도 본선               | 오미나가오카 마이바라·오사카 방면 |